# コンプレックス・ダヤブミ
コンプレックス・ダヤブミ（マレー語: Kompleks Dayabumi，中国語: 宏圖大廈）は、マレーシアの首都クアラルンプールの独特な外観で知られる高層建築物である。

## 概要
コンプレックス・ダヤブミはクアラ・ルンプール「泥（lumpur）が合流する場所（kuala）」の由来になったゴンバック川がクラン川に合流してくる場所のすぐ下流側、クラン川の右岸に立地している。内部は35階建てで床面積は約15万m2、ビルの高さは157mである。

## 歴史
コンプレックス・ダヤブミが立地している場所は1981年までマレー鉄道の備品置き場だった。1982年2月14日に建設が始まり1984年2月に完成した。施工したのは熊谷組だった。コンプレックス・ダヤブミの開業は1984年5月5日である。建物はマレーシア都市開発公社（UDA）が所有していたが、2005年にペトロナス傘下のKLCC Property Holdings Berhad（KLCCP）に買収された。

## 交通
コンプレックス・ダヤブミはクラン川の左岸に立地するパサール・スニ駅から直線距離で200mほどと簡単に歩いて行ける。クアラ・ルンプール駅からでも600mほどと近い。